# Electrospray
Se denomina electrospray al dispositivo que emplea electricidad para dispersar un líquido o para denominar al aerosol que resulta de dicho proceso. Se aplica un voltaje elevado a un líquido suministrado a través de un emisor o hilera (por lo general un capilar de vidrio o metálico). Idealmente el líquido al llegar al extremo del emisor forma un cono de Taylor, que emite un jet de líquido por su extremo. Ondas varicosas en la superficie del jet conducen a la formación de gotitas muy pequeñas y con gran carga eléctrica, que son dispersadas radialmente por repulsión de Coulomb.

## Historia
A fines del siglo XVI, William Gilbert  se propuso describir el comportamiento de los fenómenos magnéticos y electrostáticos. Observó que, en presencia de una pieza cargada de ámbar, una gota de agua se deformaba tomando una forma cónica. Este efecto está claramente relacionado con las electropulverizaciones, aunque Gilbert no registró ninguna observación relacionada con la dispersión del líquido bajo el efecto del campo eléctrico.
En 1750, el clérigo y físico francés Jean-Antoine (Abbé) Nollet notó que el agua que fluye desde un recipiente se aerosoliza si el recipiente se electrifica y se le coloca cerca de tierra eléctrica. También señaló que, de manera similar, "una persona, electrificada por estar conectada a un generador de alto voltaje, no sangraría normalmente si se cortara; la sangre saldría en forma de spray de la herida".
En 1882, Lord Rayleigh estimó teóricamente la cantidad máxima de carga eléctrica que podía transportar una gota de líquido, esto ahora se conoce como el "límite de Rayleigh". Su predicción de que una gota que alcanzara este límite arrojaría chorros finos de líquido se confirmó experimentalmente más de 100 años después.
En 1914, John Zeleny publicó un trabajo sobre el comportamiento de las gotas de líquido al final de capilares de vidrio. Este informe presenta evidencia experimental para varios regímenes operativos de electropulverización (goteo, explosión, pulsación y chorro de cono). Unos años más tarde, Zeleny capturó las primeras imágenes de filmaciones del menisco líquido dinámico.
Entre 1964 y 1969, Geoffrey Ingram Taylor produjo la base teórica de la electropulverización. Taylor modeló la forma del cono formado por la gota de fluido bajo el efecto de un campo eléctrico; esta característica forma de gota se conoce ahora como el cono de Taylor. Además, trabajó con J. R. Melcher para desarrollar el "modelo dieléctrico con fugas" para fluidos conductores.

## Mecanismo

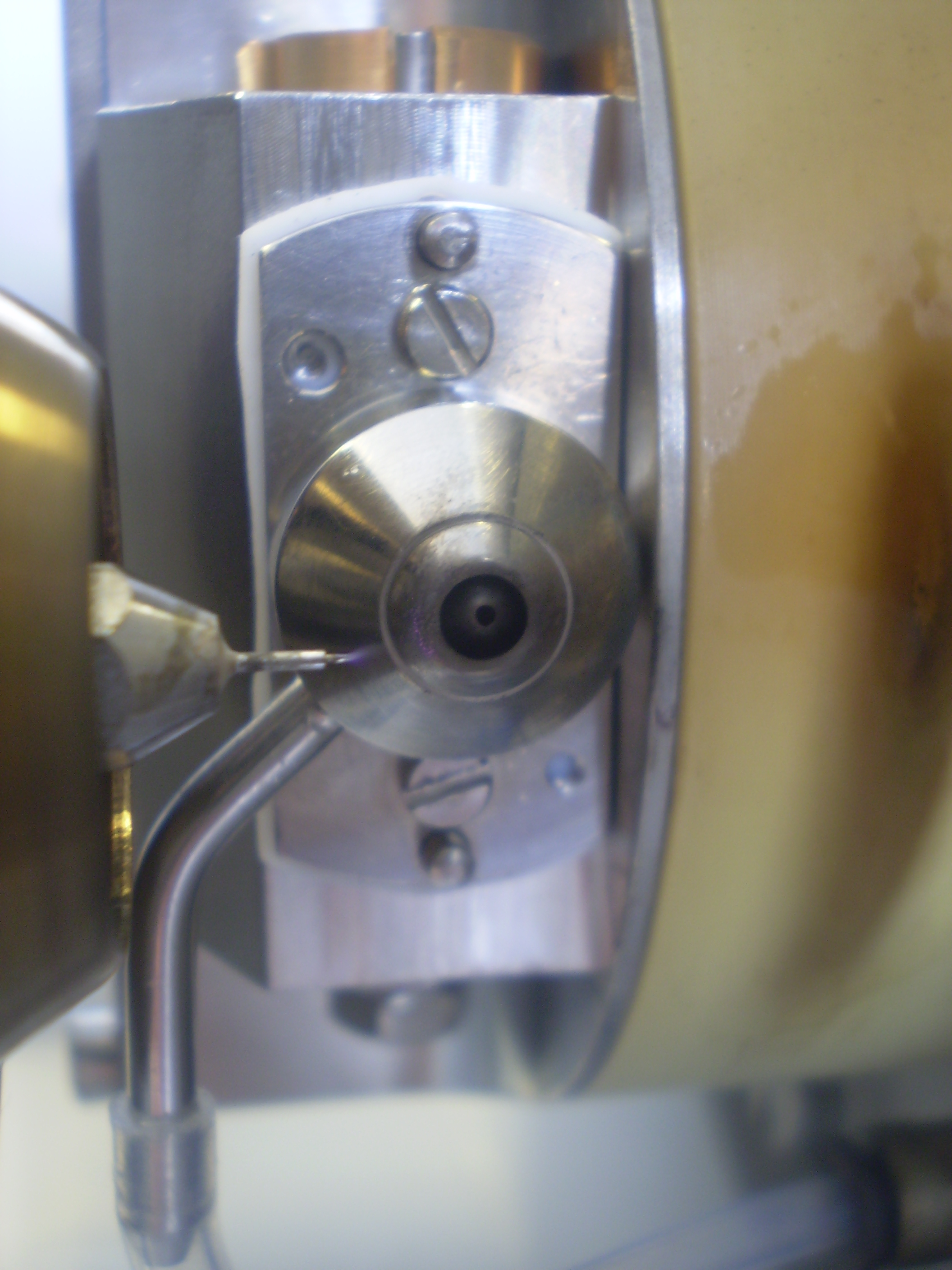
Dispositivo de electrospray. El jet de spray ionizado es visible en la imagen.

Para simplificar la explicación, los párrafos siguientes analizan el caso de un electrospray con carga eléctrica positiva con el voltaje aplicado al emisor metálico. Se analiza el caso de un electrospray clásico, con el emisor ubicado a una distancia {\displaystyle d\,} del electrodo puesto a tierra. El líquido que se pulveriza esta caracterizado por su viscosidad {\displaystyle (\mu )\,}, tensión superficial {\displaystyle (\gamma )\,}, conductividad {\displaystyle (\kappa )\,}, y permisividad relativa {\displaystyle (\epsilon _{r})\,}.

### Efecto de campos eléctricos reducidos en el menisco del líquido
Por efecto de la tensión superficial, el menisco del líquido adopta una forma semiesférica en el extremo del emisor. Al aplicar un voltaje positivo {\displaystyle V\,} el mismo induce un campo eléctrico:
{\displaystyle E={2V \over r\ln(4d/r)}}
donde {\displaystyle r\,} es el radio de curvatura del líquido. Este campo produce la polarización del líquido: los portadores de cargas negativas/positivas migran hacia/o desde el electrodo desde el cual se aplica el voltaje. Para voltajes por debajo de un cierto umbral, el líquido rápidamente alcanza una nueva geometría de equilibrio con un radio de curvatura más pequeño.

### El cono de Taylor
Para voltajes por encima del umbral el líquido toma una forma cónica. Sir Geoffrey Ingram Taylor describió la forma teórica de este cono suponiendo que  (1) la superficie del cono es una superficie equipotencial y (2) el cono existe en un equilibrio estacionario. Para satisfacer ambos criterios el campo eléctrico debe tener simetría azimutal y debe tener una dependencia  {\displaystyle R^{1/2}\,} para balancear la tensión superficial y producir un cono. La solución de este problema es:
{\displaystyle V=V_{0}+AR^{1/2}P_{1/2}(\cos \theta _{0})\,}
donde {\displaystyle V=V_{0}\,} (superficie equipotencial) existe para un valor de {\displaystyle \theta _{0}} (independientemente del valor de R) produciendo un cono equipotencial.  El ángulo mágico necesario para {\displaystyle V=V_{0}\,} para todo valor de R es un cero del Polinomio de Legendre de orden 1/2, {\displaystyle P_{1/2}(\cos \theta _{0})\,}. Solo existe un cero entre 0 y {\displaystyle \pi \,} en 130.7099°, que es el complemento del ángulo de Taylor 49.3°.

### Desarrollo de la singularidad
El ápice del menisco cónico no puede ser infinitamente pequeño. Se produce una singularidad cuando el tiempo de relajación hidrodinámico {\displaystyle \tau _{H}={\mu r \over \gamma }} es mayor que el tiempo de relajación de la carga {\displaystyle \tau _{C}={\epsilon _{r}\epsilon _{0} \over \kappa }}. Los símbolos no definidos son la longitud característica {\displaystyle (r)\,} y la permisividad en vacío {\displaystyle (\epsilon _{0})\,}. A causa de la inestabilidad varicosa intrínseca, el jet de líquido cargado proyectado desde el vértice del cono se disemina en pequeñas gotitas cargadas, que se dispersan radialmente por la carga eléctrica.

### Cierre del circuito eléctrico
El líquido cargado se expulsa a través del ápice del cono y se captura en el contraelectrodo como gotas cargadas o iones positivos. Para equilibrar la pérdida de carga, el exceso de carga negativa se neutraliza electroquímicamente en el emisor. Los desequilibrios entre la cantidad de carga generada electroquímicamente y la cantidad de carga perdida en el vértice del cono pueden dar lugar a varios regímenes operativos de electrospray. Para las electrospray de chorro de cono, el potencial en la interfaz metal / líquido se autorregula para generar la misma cantidad de carga que se pierde a través del vértice del cono.

## Usos

### Ionización mediante electrospray
El electrospray pasó a ser ampliamente usado como fuente de ionización para espectrometría de masa luego que el grupo de Fenn tuviera éxito en demostrar su uso para el análisis de biomoléculas grandes.

### Fuente de iones de metales líquidos
Una fuente de iones mediante metales líquidos (LMIS) usa electrospray junto con metal líquido para formar iones. Los iones son producidos mediante evaporación en el extremo de un cono de Taylor. Los iones de un LMIS son usados en instrumentos para implantar iones y de haces de iones concentrados.

### Electrospinning
De manera similar al electrospray estándar, la aplicación de un alto voltaje a una solución de polímero puede producir una geometría de jet en forma de cono. Si el jet se convierte en fibras muy delgadas en vez de dispersarse en forma de gotas, el proceso se denomina electrospinning .

### Propulsor coloidal
La técnica de electrospray es utilizada como motor de cohete eléctrico de baja propulsión para controlar satélites, dado que la eyección de partículas con un elevado grado de control permite una propulsión fina y efectiva.

### Deposición de partículas para nanoestructuras
El electrospray puede ser utilizado en nanotecnología, por ejemplo para depositar partículas en superficies. Ello es realizado pulverizando coloides que en promedio contienen una partícula en cada gota.  El solvente se evapora, dejando un rastro de aerosol de partículas unitarias del tipo deseado.  La propiedad ionizante del proceso no es crucial para este uso pero puede ser utilizada para precipitación electroestática de las partículas.

### Deposición de iones como precursores de nanopartículas y nanostructuras
En vez de depositar nanopartículas, se puede también fabricar nanoparticulas y nanoestructuras in situ depositando iones metálicos en las posiciones deseadas. La reducción electroquímica de iones a átomos y su ensamblaje in situ se consideraba el mecanismo para la formación de nanoestructuras.

### Fabricación de portadores de drogas
El electrospray ha suscitado atención en el campo del suministro de drogas, y se lo puede utilizar para fabricar portadores de drogas incluyendo microparticulas de polímeros usadas en inmunoterapia como también lipoplexes utilizados para suministro de ácido nucleico. Las partículas de droga de tamaño sub-micrométricas creadas mediante el proceso de electrospray aumentan los ritmos de disolución, aumentando de esa forma la biodisponibilidad a causa de una mayor área superficial. De esta manera se pueden reducir los efectos colaterales de las drogas, ya que menores dosis de drogas son suficientes para tener el mismo efecto.

### Purificadores de aire
En algunos purificadores de aire se usa electrospray. Las partículas suspendidas en el aire pueden ser cargadas mediante un aerosol electrospray, manipuladas mediante un campo eléctrico, y recogidas por un electrodo puesto a tierra. Este método minimiza la producción de ozono común en otro tipo de purificadores de aire.